# Monte Andromeda (Alberta)
O Monte Andromeda é uma montanha das Montanhas Rochosas Canadianas em Alberta, Canadá. Fica no campo de gelo Columbia, entre os parques nacionais de Banff e Jasper. A sua altitude é 3450 m. Recebeu o seu nome em 1938 dado por Rex Gibson, antigo presidente do Clube Alpino do Canadá ("Alpine Club of Canada") em relação a Andrómeda, filha de Cefeu e de Cassiopeia e esposa de Perseu.

## Rotas
Há várias rotas para escalar a montanha. A chamada "Skyladder" é a rota glacial mais normal e popular.